# Biernatki (Basse-Silésie)
Pour les articles homonymes, voir Biernatki.
Biernatki est une localité polonaise de la gmina de Wądroże Wielkie, située dans le powiat de Jawor en voïvodie de Basse-Silésie.